# Rosario González de Manalo
Rosario González Manalo (Manila, 2 de octubre de 1935) es una diplomática, científica, educadora y escritora filipina que domina el español, el tagalo y el inglés, además de trabajar también en lengua francesa. Ha sido embajadora de Filipinas en numerosos países europeos: Francia, Lituania, Estonia, Suecia, Noruega, Portugal, Bélgica, Dinamarca, Luxemburgo, Finlandia e incluso para la Comunidad Económica Europea y es una de las mujeres más importantes e influyentes del país asiático.

## Biografía
Se casó con Armando Manalo, también diplomático y escritor fallecido en 2008.
Rosario se licenció en Ciencias de Servicio Exterior y en Derecho, además de estar diplomada en Arte y en Administración Pública por la Universidad de Filipinas al mismo tiempo que en Arte y en Relaciones Internacionales por la Universidad de Long Island (Nueva York). 
En 1959 fue la primera mujer filipina que superó las pruebas selectivas para funcionarios del Servicio Exterior Filipino.
A lo largo de su dilatada trayectoria profesional ha impartido clases y sido profesora en diferentes universidades y foros internacionales. Hoy en día es la directora del Programa de Estudios Europeos de la Universidad de la Universidad Ateneo de Manila, entre otros cargos.
Desde su juventud ha sido una mujer muy involucrada en el campo de la defensa de los Derechos Humanos en general y de la mujer en particular, siendo parte importante en muchos de los logros al respecto en su país e internacionalmente. Es un miembro importante de la Asociación de Naciones del Sudeste Asiático.
Rosario González ha formado parte de la Secretaría General de la Unesco, siendo en 1999 candidata de su país para la dirección general de la misma.

## Premios Literarios
- 1999. Premio Zobel, en español.

## Condecoraciones y Homenajes
- 1988. Orden del Mérito de Francia
- 1994. Orden del Rey Leopoldo de Bélgica
- 2002 y 2007. Premio Gawad Mabini concedido por la presidenta Gloria Macapagal-Arroyo (Filipinas)

## Obras (selección)
Shaping the Women's Global Agenda: Filipino Woman in the United Nations